# Batalla de Agrigento
La batalla de Agrigento (261 a. C.) fue el primer enfrentamiento campal entre Cartago y la República de Roma a gran escala de la primera guerra púnica. Tuvo lugar en la población siciliana de Agrigento tras un largo asedio que comenzó en 262 a. C.
Las tropas cartaginesas lideradas por Aníbal Giscón y Hannón fueron derrotadas por los romanos, que obtuvieron gracias a ello el control de casi toda la isla de Sicilia.

## Preludio
En 288 a. C., los mamertinos, un grupo de mercenarios italianos contratados por Agatocles, tirano de Siracusa, ocuparon la ciudad de Mesina, matando a todos los hombres y tomando a sus mujeres como esposas. Desde esta base asolarían la región y acabarían enfrentándose al imperio regional en expansión de Siracusa. En respuesta a los ataques de Hierón II, los mamertinos solicitaron ayuda a dos estados: Cartago y la República romana. 
Buscando contrarrestar a las fuerzas cartaginesas ubicadas en Sicilia, Roma envió un ejército a la región. Para los romanos, que no poseían una armada naval por aquella época, se trataba de su primera incursión en una campaña fuera de la península itálica.
La asistencia inicial a Mesina se convertiría gradualmente en una guerra abierta por la totalidad de la isla de Sicilia. En los años previos a la batalla se produjeron algunos enfrentamientos de menor importancia entre los dos ejércitos, mientras éstos aprendían a manejarse en el terreno siciliano. En esa época, Roma fue tomando el control sobre la porción oriental de la isla, en alianza con Siracusa.

## Asedio de Agrigento
En 262 a. C. los romanos enviaron un nuevo ejército de gran escala a Sicilia, compuesto de unos 40 000 hombres organizados en cuatro legiones y los alae de caballería asociados. El ejército estaba dirigido por los dos cónsules, Lucio Postumio Megelo y Quinto Mamilio Vítulo. Los refuerzos fueron enviados en respuesta a la gran operación de reclutamiento y entrenamiento que se estaba produciendo en el bando cartaginés.
Apoyado por los suministros procedentes de Siracusa, el ejército consular marchó a Agrigento, en la costa sudoeste de la isla, en junio de ese año. Esta ciudad debía funcionar como campamento base del nuevo ejército cartaginés, aunque por entonces estaba sólo ocupada por una guarnición local de 1500 hombres, al mando de la cual estaba Aníbal Giscón.
Giscón respondió a la amenaza refugiando a la población de Agrigento tras las murallas de la ciudad, a la vez que acaparaba todas las provisiones que pudo conseguir de los alrededores. La ciudad se preparó para un largo asedio, y todo lo que tenía que hacer era esperar a que llegaran los refuerzos cartagineses que estaban en ese momento en preparación. En aquella época, la ingeniería de asedio y la construcción de maquinaria para asaltar torres y fortalezas era un arte que los romanos todavía no conocían y la única forma en la que podían conquistar una ciudad fortificada como Agrigento era a través de un largo bloqueo, y la rendición por hambre. Con ese fin, el ejército acampó tras los muros de la ciudad, y se preparó para esperar el tiempo necesario para que la ciudad terminarse rindiéndose. Gracias al apoyo logístico desde Siracusa, sus propias provisiones no serían un problema.
Algunos meses después, Giscón comenzó a sufrir los efectos del bloqueo y apeló a Cartago para el envío de ayuda urgente. Los refuerzos desembarcaron en Heraclea Minoa a comienzos del invierno de 262-261 a. C., y estaban compuestos por 50 000 soldados de infantería, 6000 de caballería y 60 elefantes de guerra bajo el mando de Hannón. Los cartagineses marcharon hacia el sur para rescatar a sus aliados y, tras una serie de enfrentamientos de caballería menores que ganó Hannón, establecieron su campamento muy cerca de los romanos. Hannón desplegó inmediatamente sus tropas en formación de batalla, pero los romanos se negaron a luchar en campo abierto. Por el contrario, fortificaron su línea de defensa exterior y, mientras mantenían el asedio sobre Agrigento, quedaron a su vez cercados por el ejército cartaginés de liberación.

## Batalla de Agrigento
Con Hannón acampado a las afueras de su propia base, la línea de suministros que abastecía a los romanos desde Siracusa dejó de estar disponible. Ante el riesgo de comenzar a sufrir el hambre, los cónsules eligieron ofrecer batalla. En este caso fue Hannón el que se negó al enfrentamiento, posiblemente con la intención de derrotar a los romanos por inanición. Mientras tanto, la situación dentro de Agrigento era ya desesperada tras más de seis meses de bloqueo. Aníbal Giscón, comunicándose con el ejército exterior mediante señales de humo, envió una solicitud urgente de ayuda tras la cual Hannón se vio obligado a ofrecer la batalla campal a los romanos. Los detalles de la batalla en si son, por otra parte, algo distintos según cada una de las fuentes (lo cual no deja de ser habitual en las fuentes antiguas).
Hannón desplegó la infantería cartaginesa en dos líneas, con los elefantes y los refuerzos en la segunda línea y la caballería probablemente en las alas. El plan de batalla de los romanos se desconoce, aunque probablemente se organizasen en la típica formación triplex acies. 
Las fuentes coinciden en afirmar que la batalla fue larga, y que los romanos fueron capaces de romper el frente cartaginés. Esto provocó el pánico en la retaguardia y las reservas cartaginesas huyeron del campo de batalla. También es posible que a los elefantes les entrara el pánico y que en su lucha desorganizasen la formación cartaginesa. En cualquier caso, los romanos resultaron victoriosos en la batalla. Su caballería logró atacar el campo cartaginés y capturar varios elefantes.
En cualquier caso, la batalla no fue un éxito completo. Gran parte del ejército cartaginés huyó, y Aníbal Giscón, junto con la guarnición de Agrigento, fue también capaz de romper las líneas enemigas y escapar.

## Hechos posteriores
Tras esta batalla, la primera de cuatro batallas campales en tierra durante la primera guerra púnica, los romanos ocuparon Agrigento y vendieron a la totalidad de su población como esclavos. Los dos cónsules resultaron victoriosos, pero no fueron recibidos con un triunfo en Roma; posiblemente por culpa de la huida del general enemigo.
Después de 261 a. C., Roma controlaba la mayor parte de Sicilia, y se aseguró la cosecha de trigo de la isla para su propio uso. Además, supuso la primera campaña a gran escala fuera de la península itálica, lo cual dio a los romanos la confianza necesaria para perseguir mayores objetivos ultramarinos.